# Robert Hainard
Pour les articles homonymes, voir Hainard.
Robert Hainard, né le 11 septembre 1906 à Genève et mort le 26 décembre 1999 à Gland, est un artiste, naturaliste et écrivain suisse.

## Biographie
Ses parents, Philippe Hainard (1879-1938) et Eugénie Hainard-Béchard (1882-1942), étaient peintres. À 12 ans, il quitte l'école primaire, son père veille alors sur son instruction générale et commence à lui enseigner le dessin.
En 1921, il entre aux Arts Industriels, où il rencontre sa femme, Germaine Roten (1902-1990) qu'il épouse en 1929. Ils ont deux enfants, et en 1938 s'établiront dans la commune genevoise de Bernex.
Il invente en 1924 un nouveau procédé de gravure sur bois et en 1929 expose ses premières estampes animalières au Salon genevois de l'œuvre.
Robert Hainard publie des ouvrages sur la nature et la vie sauvage, basés sur l'observation directe, notamment Mammifères sauvages d'Europe (1949), illustré par ses croquis pris sur le vif.
Son œuvre, marquée par un goût prononcé pour le sauvage et une opposition radicale à la société industrielle (« profondément conservateur et antimoderne »), en a fait une source importante pour les mouvements écologistes qui émergent en Europe à partir des années 1960, devenant l'une des inspirations majeures de l'aile droite de la mouvance écologiste, ainsi que, plus récemment, des mouvances associées au rewilding et aux « penseurs du vivant » publiés dans la collection « Mondes sauvages » d'Actes Sud.

## Conservation de la nature
Engagé pour la nature, il a participé en 1928 à la création de l’Association pour la création et l’entretien des réserves naturelles dans le canton de Genève, actuellement Pro Natura Genève.
Dans la Ligue suisse pour la protection de la nature, il soutient le Centre Information-Nature de Champ-Pittet en offrant ses droits d'auteur lors de la vente d'une sculpture de grèbe huppé avec son poussin.
En 1972, l'exécutif des Grisons envisage de faire tuer 1000 cerfs, avec l'accord des autorités fédérales et de la commission fédérale du Parc national suisse, car les effectifs des cervidés ont augmenté et ils causent des dégâts aux forêts. Les gardiens du parc expriment leur indignation et de nombreux spécialistes et défenseurs de la nature proposent plutôt une régulation par l'introduction de prédateurs. Robert Hainard est de cet avis car à Obwald où huit lynx avaient été introduits, les résultats sont concluants : ils se nourrissent de chevreuils faibles et favorisent la mobilité des troupeaux, ce qui empêche les gros dégâts aux forêts. Il estime qu'une réintroduction du loup, ennemi naturel du cerf, serait encore plus efficace, mais il déplore qu'une "vieille terreur populaire" le considère comme ennemi de l'homme, ce qui n'est pas fondé dans les conditions du Parc national suisse.
Il inspire une génération de jeunes naturalistes par sa relation avec la nature, sa capacité de s'intégrer et se cacher dans un milieu sauvage pendant des heures, jour et nuit, en toutes saisons. Son respect des animaux le conduit à les comprendre et lui permet de saisir leur image sans les déranger,.

## Publications

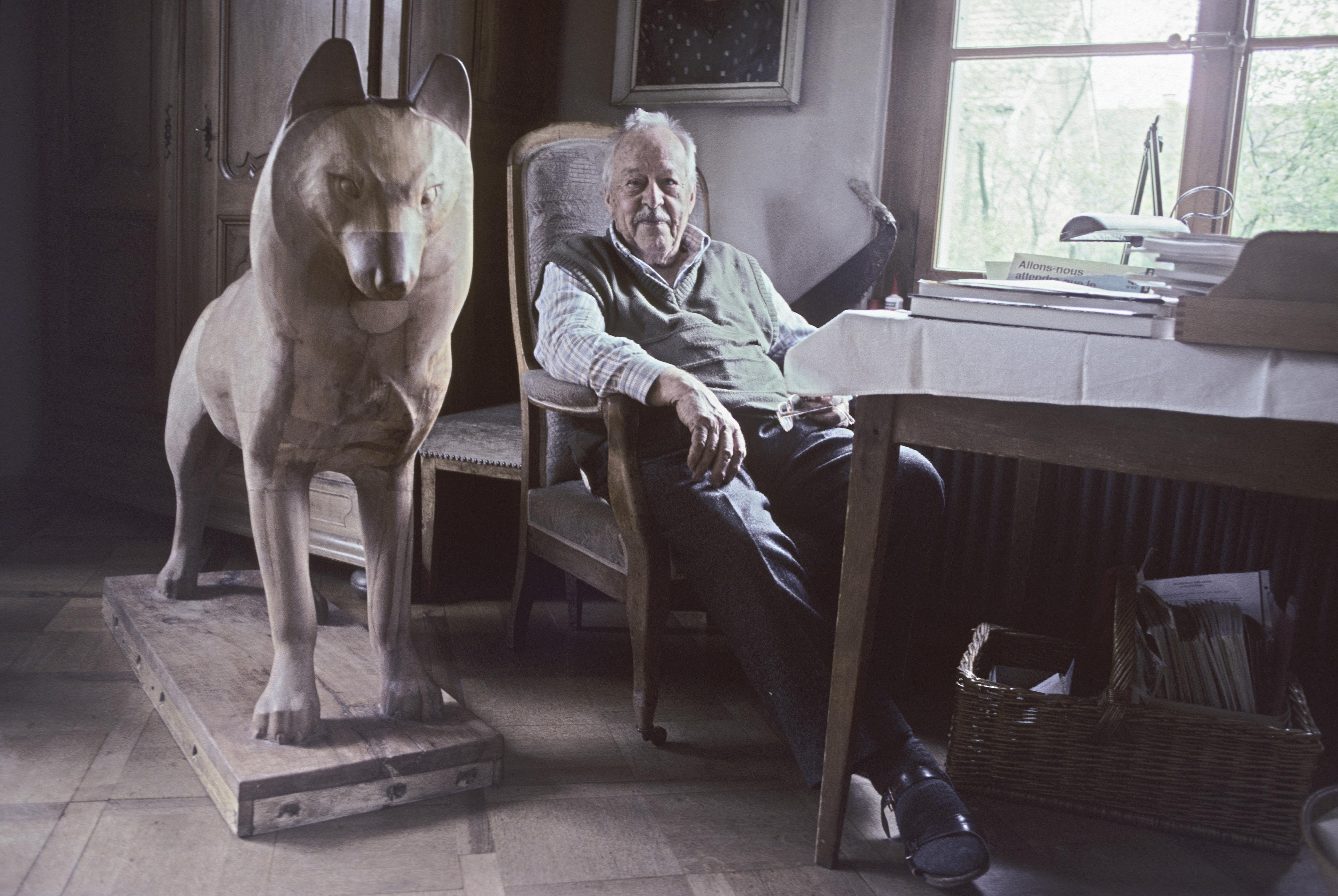
Robert Hainard à sa maison de Bernex, avec une sculpture de loup.

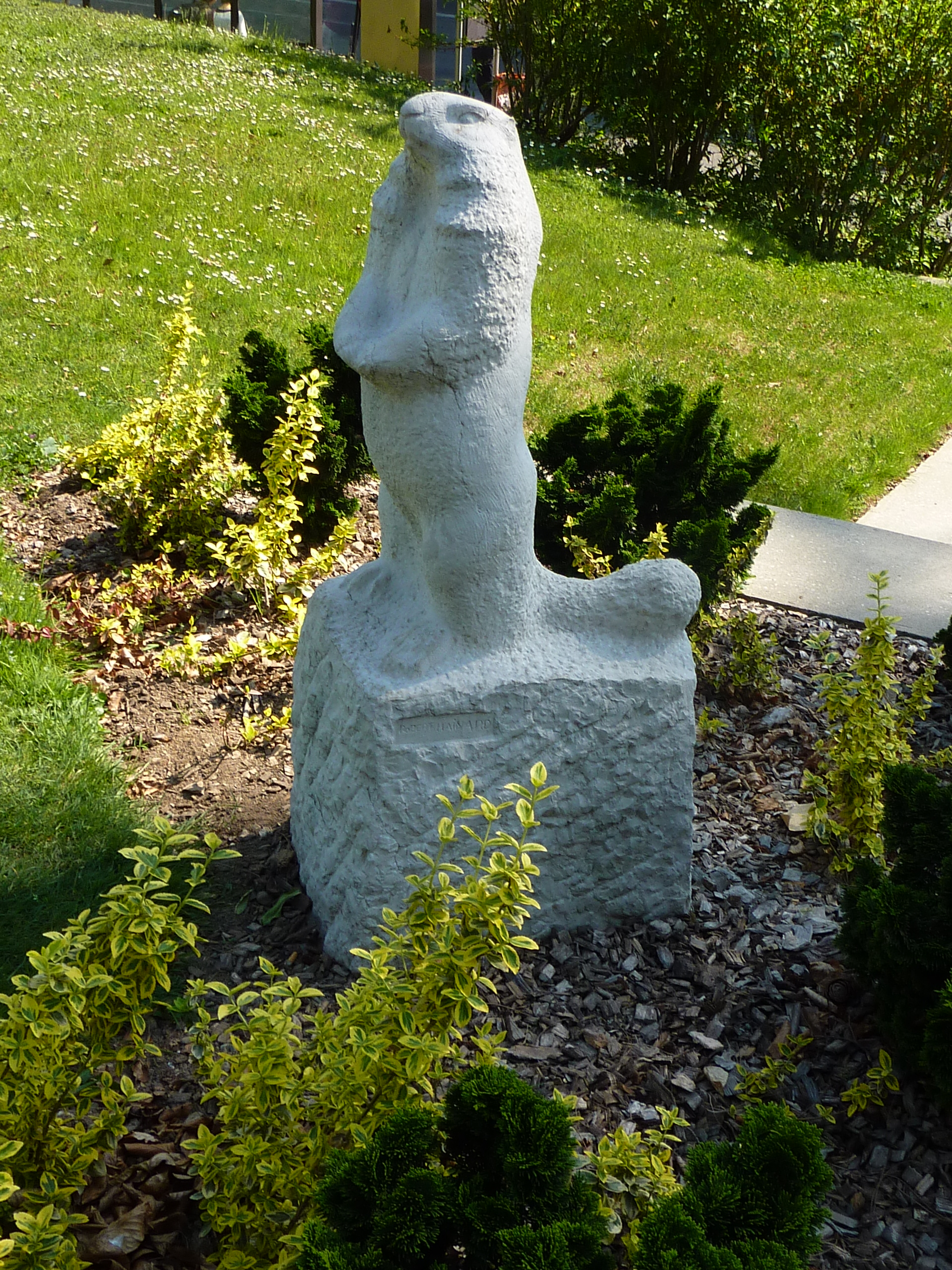
Statue de marmotte au Muséum d'histoire naturelle de Genève.

- Et la nature ? Réflexions d'un peintre, Éditions Gérard de Buren, 1943
- Nature et mécanisme, Neuchâtel, Éditions du Griffon coll. « Problèmes de la philosophie des sciences », 1946
- Mammifères sauvages d'Europe, Neuchâtel, Delachaux et Niestlé, 1948-1949
- Jagd mit dem Skizzenblock, Zürich et Stuttgart, Rotapfel Verlag, 1966
- Défense de l'image, Neuchâtel, La Baconnière, 1967
- Chasse au crayon, en dessinant les bêtes sauvages, Neuchâtel, La Baconnière, 1969
- Une morale à la mesure de notre puissance, Chambéry, Mouvement Homme et Nature, 1970
- Expansion et nature, une morale à la mesure de notre puissance, Paris, Le Courrier du livre, 1972
- Les réserves naturelles, Prilly-Lausanne, Éd. Avanti, 1973
- Croquis de terrain, Lausanne, Payot, 1975
- Quand le Rhône coulait libre, Genève, Tribune Éditions, 1979
- Images du Jura sauvage, Genève, Tribune Éditions, 1983
- Le guetteur de lune, Genève, Tribune Éditions, 1986
- Le miracle d'être, Paris, Sang de la Terre, 1986
- Défense de l'image, Neuchâtel, La Baconnière, 1987
- Le monde sauvage de Robert Hainard, Genève, Tribune Éditions, 1988
- Nuits d'hiver au bord du Rhône, Genève, Tribune Éditions, 1988
- Croquis d'Afrique, Genève, Blois, Tribune Éditions/Éditions Hesse, 1989
- Germaine Hainard-Roten, Genève, Tribune Éditions, 1990
- Le monde plein, Éd. Melchior, 1991
- Sculptures, Éd. Hesse, 1993
- La Méthode de mon père. Enseignement du dessin et du modelage, Genève, éd. Nicolas Junod, 1994
- Chœur de loups et autres histoires d’ours, Genève, Éd. Slatkine, collection « L’Œil ouvert », 1999

### Contribution à un ouvrage collectif
- Henri-Paul Deshusses, L'année sauvage, préface et dessins de Robert Hainard, photographies de Jacques Binggeli et J.P. Landenberg, Georg, Genève, 1985  (ISBN 2-8257-0119-X).

## Expositions
Germaine et Robert Hainard exposent leurs œuvres, peintures pour elle et gravures pour lui, au Centre de rencontres de Cartigny.

## Distinctions et hommages

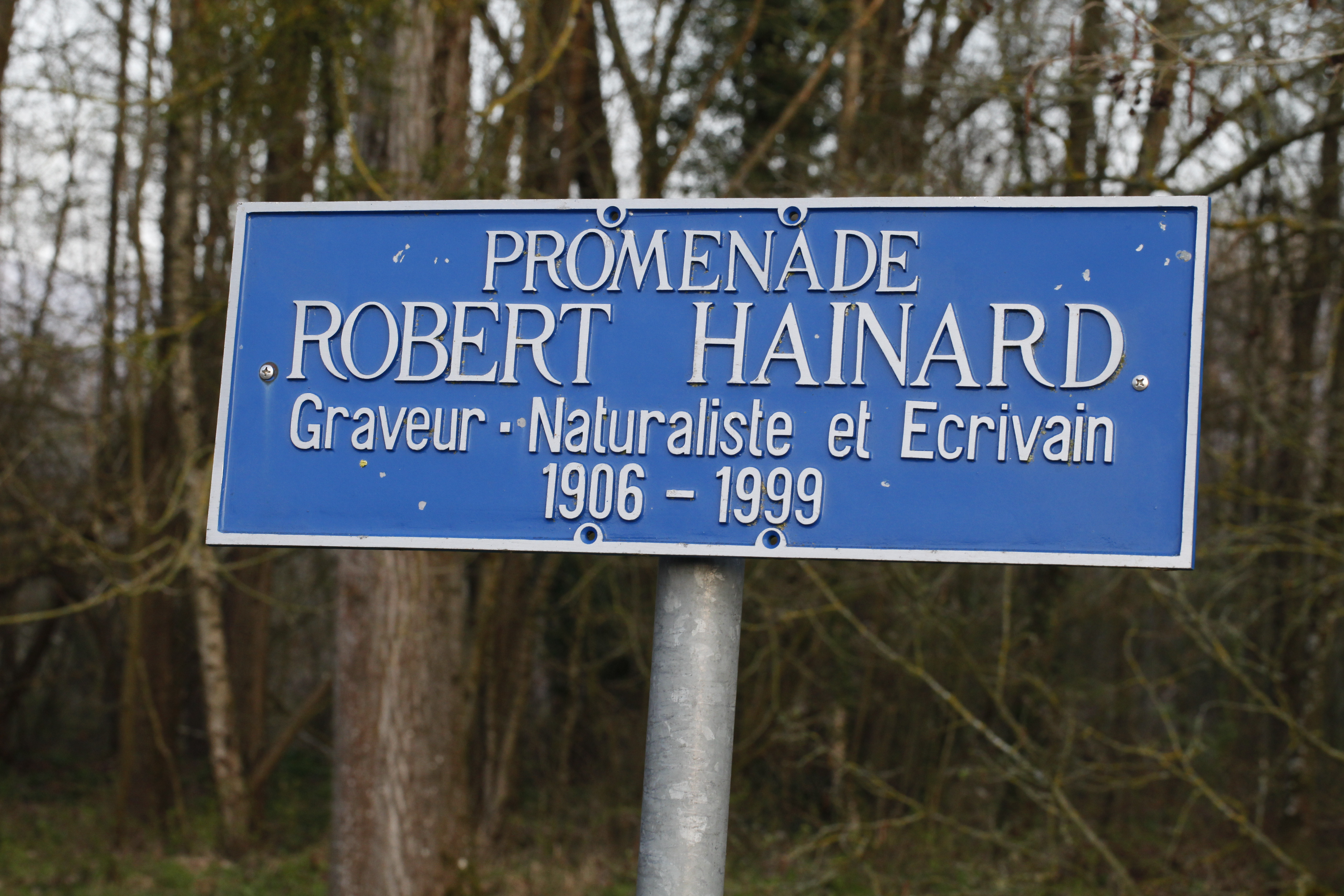
Promenade Robert-Hainard à Yverdon.

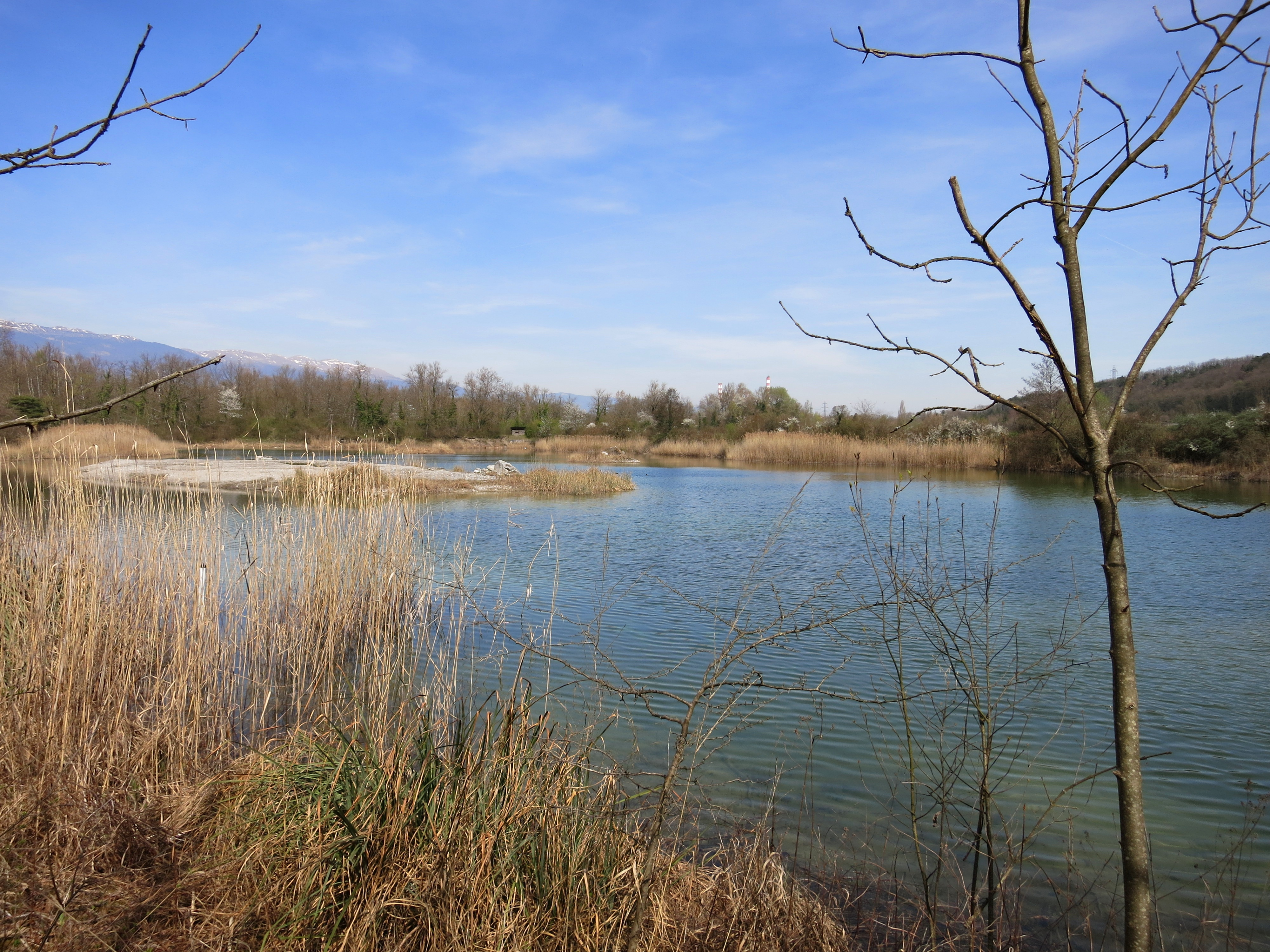
Étang Robert-Hainard.

Il a notamment obtenu les distinctions suivantes :
- bourse Lissignol ;
- prix Calame ;
- docteur ès sciences honoris causa de l'Université de Genève en 1969 ;
- concours restreint de la Confédération suisse ;
- prix Édouard-Marcel-Sandoz d’art animalier de l’Académie Grammont, Paris, 1974 ;
- prix de l’Académie internationale de Philosophie de l’Art, 1984 ;
- médaille François-Sommer, Paris, 1987 ;
- mérite bernésien, 1987.

Une promenade à Yverdon, un étang à Genève, proche du Rhône, situé entre Cartigny et Aire-la-Ville et une école primaire à Bernex portent son nom.